# Maria Crönlein
Maria Crönlein (Altdorf, 24 maart 1883 - aldaar, 20 november 1943) was een Zwitsers maatschappelijk werkster.

## Biografie
Maria Crönlein bracht haar jeugd door in Altdorf, in het Zwitserse kanton Uri. Daarna was ze gouvernante in de buurt van Ludwigshafen. Ze volgde les aan de Universiteit van Heidelberg. Later keerde ze om gezondheidsredenen terug naar het kanton Uri. Ze was van 1916 tot 1919 actief als propagandasecretaresse van de Schweizerischer Katholischer Frauenbund, waarvan ze vervolgens tot 1925 secretaresse-generaal was. In 1918 richtte ze in Luzern een sociaal-caritatieve vrouwenschool op, die ze leidde tot 1930. Van 1918 tot 1923 werkte ze ook mee aan het blad Katholische Schweizerin. Ze was een groot tegenstander van het vrouwenstemrecht in Zwitserland en weigerde om samen te werken met niet-katholieke vrouwenorganisaties.